# Acrolophus crassicordis
Acrolophus crassicordis är en fjärilsart som beskrevs av Dyar 1907. Acrolophus crassicordis ingår i släktet Acrolophus och familjen Acrolophidae. Inga underarter finns listade i Catalogue of Life.